# Anosibe Ambohiby
Anosibe Ambohiby es un pueblo de las Tierras Altas Centrales de Madagascar, situado en el cráter del volcán extinto Macizo de Ambohiby.
El pueblo pertenece al distrito de Tsiroanomandidy, que está situado en la región de Bongolava .

## Historia
Anosibe (Isla Grande) Ambohiby, fue fundada en 2008 por agricultores de Betsileo del distrito de Manandriana, a unos  ir al sur.
A medida que el hacinamiento empeoraba en su ciudad natal, los agricultores emigraron en busca de una gran parcela de tierra cultivable. El pueblo cultiva cultivos comerciales, principalmente cítricos, que venden en los mercados de las ciudades vecinas, aunque el transporte dentro y fuera del pueblo es un desafío debido a la mala distribución y las condiciones de las carreteras locales. A 2023, el pueblo se compone de unas 50 casas, con una población de unas 300 personas. 

## Terminología
Anosibe se traduce cómo "Isla Grande", llamada así por los cuatro arroyos que rodean el pueblo por todos lados. Ambohiby, por otro lado, es el nombre del complejo de anillos alcalinos en el que se encuentra Anosibe Ambohiby, conocido como Macizo de Ambohiby . 

## Geografía
El pueblo de Anosibe Ambohiby está situado en el centro del Macizo de Ambohiby, un enorme complejo de anillos alcalinos de más de 13 kilómetros de diámetro, que se remonta al Cretácico Superior. Esta formación geológica volcánica, asociada con la separación de Madagascar y la India, contribuye al paisaje único de la región. El Macizo, caracterizado por su suelo fértil debido a los productos químicos alcalinos, acoge al pueblo en su cráter. Está flanqueado por cuatro arroyos que corren en el norte, sur, este y oeste, todos ellos parte de la estructura del anillo alcalino. El pueblo, envuelto por una exuberante y verde vegetación, forma parte del distrito de Tsiroanomandidy, situado en la región de Bongolava. Se encuentra a 8 kilómetros de la ciudad etiquetada más cercana, Antaniditra, y a 18 kilómetros de la ciudad principal más cercana, Tsiroanomandidy. 

## Gobernanza
Anosibe Ambohiby es una aldea autónoma de agricultores con ancianos y líderes de la aldea. Parece estar desconectado del gobierno malgache en general. 
Los aproximadamente 300 residentes de Anosibe Ambohiby son del grupo étnico Betsileo y emigraron del distrito Manandriana del centro de Madagascar para establecerse en el cráter. La gente se dedica principalmente a la agricultura, y una grande parte de la tierra se dedica al cultivo de naranjas y limones. 